# Джордж Гренфел
Джордж Гренфел (на английски: George Grenfell) е английски мисионер, топограф, картограф и пътешественик, изследващ поречието на река Конго.

## Ранни години (1849 – 1877)
Роден е на 21 август 1849 година в Санкреед, близо до Пензанс, графство Корнуол, Югозападна Англия. Израства в Мидландс, близо до Бирмингам и се образова в клон на училището на крал Едуард. На 15-годишна възраст е стажант-механик в бирмингамска фирма за хардуер-машини. Макар родителите му да са англикани, той се присъединява към баптисткото движение през 1864 и по-късно учи в Баптисткия колеж в Бристол. 
През 1875 заминава като баптистки мисионер под ръководството на Алфред Сойкър в Камерун, Западна Африка, и в продължение на близо 30 години се отдава на изследване и картиране на Екваториална Африка.
От 1875 до 1877 живее в Камерун и изследва редица реки, в т.ч. река Санага до Едеа (3°45′ с. ш. 10°10′ и. д. / 3.75° с. ш. 10.166667° и. д.). През 1877 изследва река Вури.

## Изследователска дейност в Конго (1878 – 1893)
През 1878 се премества в Белгийско Конго и в продължение на няколко години създава множество мисии по течението на река Конго.
В началото на юли 1884 г., на кораба „Пис“ се изкачва по Конго от Киншаса и по река Ква (ляв приток) до устието на левия ѝ приток Кванго (1200 км). След като се завръща във водите на Конго се изкачва по нея до устието на река Убанги, която сериозно привлича вниманието му. Той забелязва, че водите на Убанги са много по светли от тези на Конго и стига до правилния извод, че това е голям приток, а не ръкав на главната река.
От октомври 1884 до март 1885 се изкачва още по-нагоре по Конго и изследва долните течения на реките Лефини и Нкени (десни притоци). Опитва се да се изкачи по Убанги, но е спрян от силното ѝ течение. Изкачва се по река Руки (ляв приток на Конго) до сливането на съставящите я реки Бузира-Чуапа и Момбойо. Изследва река Икелемба (ляв приток на Конго) и част от долното течение на Монгала (десен приток на Конго). Изследва целия плавателен участък на река Итимбири (десен приток на Конго) до водопада Луби (2°45′ с. ш. 23°50′ и. д. / 2.75° с. ш. 23.833333° и. д.). Продължава плаването нагоре по Конго до водопадите Стенли (0°15′ с. ш. 25°30′ и. д. / 0.25° с. ш. 25.5° и. д.) и от там се връща обратно надолу по Конго. Изкачва се на 250 км по река Ломами (ляв приток на Конго) до 1º 33` ю.ш. Преди завръщането си в Леополдвил Гренфел прави нов опит да се изкачи по Убанги и този път щастието му се усмихва, като успява да стигне до праговете Зонго (4º 28` с.ш.), т.е. проследява цялото плавателно долно течение на най-големия приток на Конго.
От август до октомври 1885 участва в експедицията на Курт фон Франсоа.
През март 1886 на кораба „Пис“ се изкачва по Конго, Касаи и десния приток на втората Лулуа до устието на левия ѝ приток Луебо. Изследва долното течение на река Санкуру (десен приток на Касаи).
През октомври 1886 се изкачва по река Фими (десен приток на Касаи) и изследва и картира езерото Леополд ІІ. В края на 1886 изследва долното течение на река Кванго до водопада Кингуши (5°10′ ю. ш. 16°30′ и. д. / 5.166667° ю. ш. 16.5° и. д.). Открива долното течение на река Квилу (десен приток на Кванго).
През 1892 – 1893 участва от страна на Белгия в смесената белгийско-португалска картографска експедиция по демаркацията на границата между сегашните държави Демократична Република Конго и Ангола.

## Следващи години (1893 – 1906)
От 1893 до 1900 Гренфел живее в Болобо, Конго, където е създадена мисионерска станция. След посещение в Англия през 1900 г., започва систематично проучване на река Арувими и през ноември 1902 достига до Мауамби.
Между 1903 и 1906 г. е зает с изграждането на нова станция в Ялемба, на 15 мили източно от сливането на Арувими с Конго. На 28 април 1906 се разболява от треска и на 1 юли умира в Басоко на 56-годишна възраст.

## Съчинения
- Exploration of the tributaries of the Congo, <Proceedings of the Royal Geogr. Society>, 1886, № 10;
- The Upper Congo as a waterway, <Geogr. Journal>, 1902, nov-dec.